# Кверче (Лука)
Кверче је насеље у Италији у округу Лука, региону Тоскана.
Према процени из 2011. у насељу је живело 47 становника. Насеље се налази на надморској висини од 319 м.